# FIBA Europapokal der Landesmeister 1988/89
Die Saison 1988/89 war die 32. Spielzeit des FIBA Europapokal der Landesmeister, der von der FIBA Europa veranstaltet wurde.
Den Titel gewann zum ersten Mal Jugoplastika Split aus Jugoslawien.

## Modus
Es nahmen die 26 Meister der nationalen Ligen sowie der Titelverteidiger teil. Die Sieger der Spielpaarungen der ersten und des Achtelfinals wurden in Hin- und Rückspiel ermittelt. Entscheidend war das gesamte Korbverhältnis beider Spiele. Die Sieger des Achtelfinals erreichten die Gruppenphase, in der die acht verbliebenen Mannschaften um den Einzug ins Finalturnier kämpften.
Die vier Besten der Gruppenphase erreichten das Final Four, aus welchem der Sieger des Wettbewerbs hervorging.

## 1. Runde
- Hinspiele: 13. Oktober 1988
- Rückspiele: 20. Oktober 1988

|                       | Gesamt  |                    | Hinspiel | Rückspiel |
| --------------------- | ------- | ------------------ | -------- | --------- |
| Partizani Tirana      | 180:176 | ZTE KK             | 101:90   | 79:86     |
| Basketballklubben BMS | 172:191 | Sunair Ostende     | 86:97    | 86:94     |
| Ovarense Basquetebol  | 227:151 | AB Contern         | 113:64   | 114:87    |
| AEL Limassol          | 143:230 | Aris Thessaloniki  | 67:115   | 76:115    |
| KTP Basket            | 217:173 | Champel Genf       | 101:66   | 116:107   |
| Eczacıbaşı Istanbul   | 141:145 | TJ Zbrojovka Brünn | 79:66    | 62:79     |
| Asker BC              | 155:234 | Nashua Den Bosch   | 81:103   | 74:131    |
| BK Klosterneuburg     | 155:156 | Balkan Botewgrad   | 83:82    | 72:74     |

## Achtelfinale
- Hinspiele: 3. November 1988
- Rückspiele: 10. November 1988

|                      | Gesamt  |                    | Hinspiel | Rückspiel |
| -------------------- | ------- | ------------------ | -------- | --------- |
| Partizani Tirana     | 156:192 | Scavolini Pesaro   | 72:84    | 84:108    |
| Sunair Ostende       | 182:197 | Maccabi Tel Aviv   | 91:104   | 91:93     |
| Ovarense Basquetebol | 163:207 | Jugoplastika Split | 87:94    | 76:113    |
| Södertälje BBK       | 175:190 | Aris Thessaloniki  | 93:85    | 82:105    |
| KTP Basket           | 152:181 | FC Barcelona       | 78:87    | 74:94     |
| TJ Zbrojovka Brünn   | 141:240 | Limoges CSP        | 87:111   | 54:129    |
| Nashua Den Bosch     | 176:160 | BSC Saturn Köln    | 90:87    | 86:73     |
| Balkan Botewgrad     | 148:190 | ZSKA Moskau        | 80:103   | 68:87     |

## Gruppenphase
Bei Punktgleichheit zweier oder dreier Teams entschied nicht das Korbverhältnis, sondern der direkte Vergleich untereinander.
| - 1. Spieltag: 8. Dezember 1988 - 2. Spieltag: 15. Dezember 1988 - 3. Spieltag: 22. Dezember 1988 - 4. Spieltag: 5. Januar 1989 - 5. Spieltag: 12. Januar 1989 - 6. Spieltag: 19. Januar 1989 - 7. Spieltag: 26. Januar 1989 | - 8. Spieltag: 2. Februar 1989 - 9. Spieltag: 16. Februar 1989 - 10. Spieltag: 23. Februar 1989 - 11. Spieltag: 2. März 1989 - 12. Spieltag: 9. März 1989 - 13. Spieltag: 16. März 1989 - 14. Spieltag: 23. März 1989 |

### Gruppe Top 8
| Team                  | Sp | S  | N  | P+   | P-   |
| --------------------- | -- | -- | -- | ---- | ---- |
| 1. Maccabi Tel Aviv   | 14 | 12 | 2  | 1314 | 1221 |
| 2. FC Barcelona       | 14 | 11 | 3  | 1207 | 1120 |
| 3. Jugoplastika Split | 14 | 8  | 6  | 1205 | 1167 |
| 4. Aris Thessaloniki  | 14 | 8  | 6  | 1269 | 1261 |
| 5. Limoges CSP        | 14 | 6  | 8  | 1269 | 1266 |
| 6. Scavolini Pesaro   | 14 | 5  | 9  | 1130 | 1174 |
| 7. ZSKA Moskau        | 14 | 4  | 10 | 1156 | 1194 |
| 8. Nashua Den Bosch   | 14 | 2  | 12 | 1159 | 1306 |

|           | Tel Aviv    | Barcelona | Split  | Aris    | Limoges | Pesaro | Moskau | Den Bosch |
| --------- | ----------- | --------- | ------ | ------- | ------- | ------ | ------ | --------- |
| Tel Aviv  | *           | 82:83     | 102:90 | 97:77   | 97:92   | 92:88  | 94:90  | 124:93    |
| Barcelona | 94:70       | *         | 79:70  | 97:81   | 84:82   | 71:70  | 78:73  | 106:77    |
| Split     | 85:86       | 84:79     | *      | 94:83   | 87:78   | 88:65  | 89:77  | 86:79     |
| Aris      | 90:102      | 90:84     | 96:85  | *       | 80:77   | 79:72  | 89:83  | 116:83    |
| Limoges   | 67:87       | 104:101   | 95:93  | 115:106 | *       | 92:84  | 78:85  | 107:70    |
| Pesaro    | 92:93 n. V. | 84:90     | 88:75  | 99:92   | 90:84   | *      | 74:82  | 84:79     |
| Moskau    | 92:97       | 70:77     | 77:91  | 88:100  | 116:97  | 63:71  | *      | 80:76     |
| Den Bosch | 88:91       | 83:84     | 83:88  | 85:90   | 86:101  | 94:69  | 83:80  | *         |

## Final Four

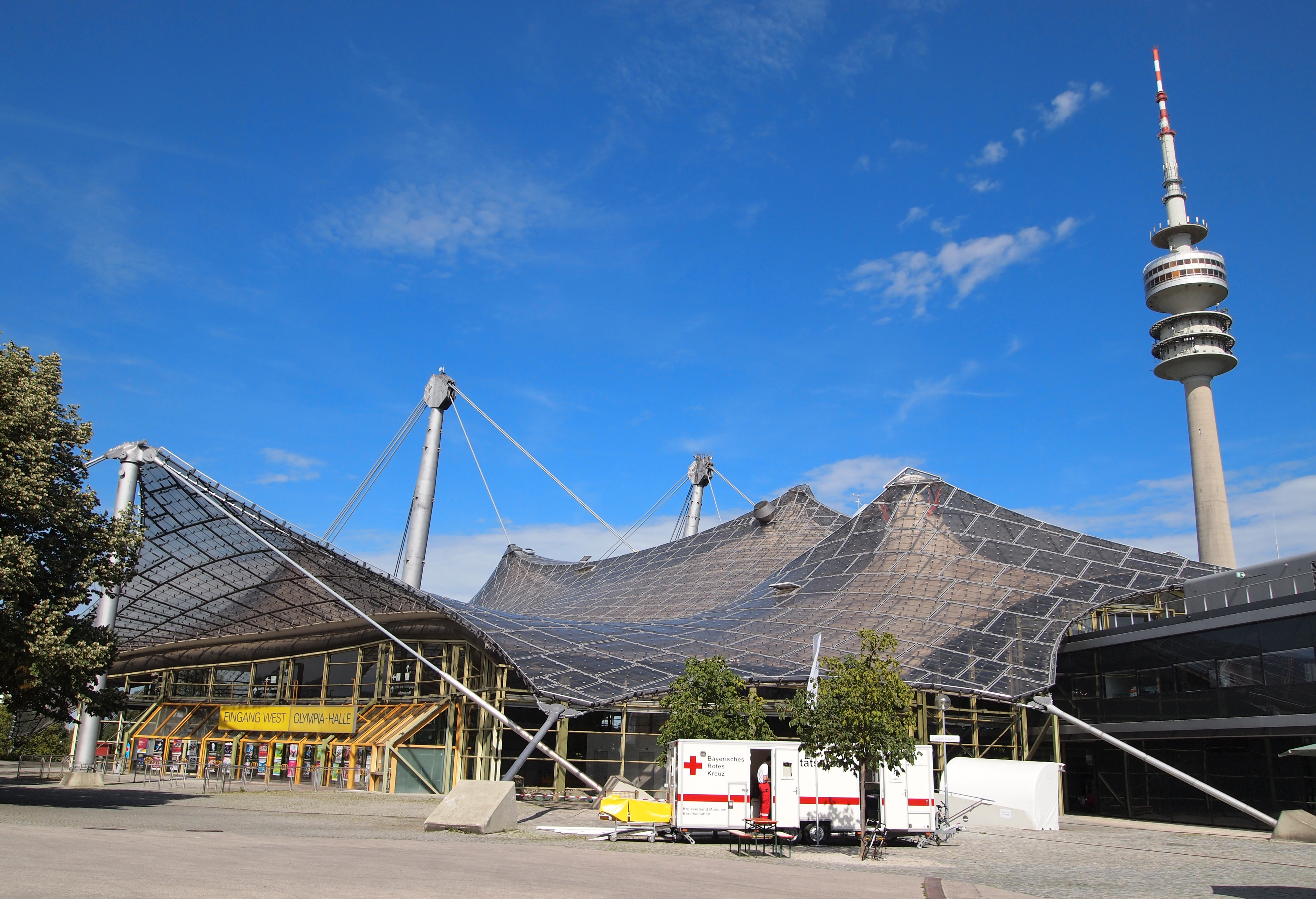
Olympiahalle München

Das Final Four fand vom 4. bis 6. April 1989 in München, Deutschland, statt.

### Halbfinale
Die Halbfinalspiele fanden am 4. April 1989 statt.
|                  | Ergebnis |                    |
| ---------------- | -------- | ------------------ |
| Maccabi Tel Aviv | 99:86    | Aris Thessaloniki  |
| FC Barcelona     | 77:87    | Jugoplastika Split |

### Spiel um Platz 3
Das Spiel um Platz 3 fand am 6. April 1989 statt.
|                   | Ergebnis |              |
| ----------------- | -------- | ------------ |
| Aris Thessaloniki | 88:71    | FC Barcelona |

### Finale

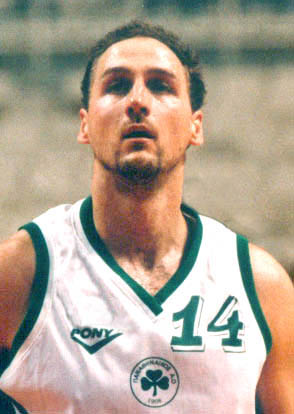
Final Four MVP: Dino Rađa

| Paarung            | Maccabi Tel Aviv – Jugoplastika Split |
| Ergebnis           | 69:75 |
| Datum              | 6. April 1989 |
| Halle              | Olympiahalle München, München |
| Zuschauer          | 12.000 |
| Maccabi Tel Aviv   | Chen Lippin 2 Punkte, Doron Jamchy 25, Ken Barlow 13, Kevin Magee 10, LaVon Mercer 10; Willie Sims 9, Motti Daniel, Itzhak Cohen Trainer: Zvi Sherf               |
| Jugoplastika Split | Luka Pavićević 4, Duško Ivanović 12, Toni Kukoč 18, Dino Rađa 20, Goran Sobin 11, Zoran Sretenović 7, Velimir Perasović 1, Žan Tabak 2 Trainer: Božidar Maljković |

### Auszeichnungen
Final Four MVP
- Dino Rađa (Jugoplastika Split)

Topscorer des Endspiels
- Doron Jamchy (Maccabi Tel Aviv): 25 Punkte